# Sunflower Kirishima (ferry de 2018)
Pour les articles homonymes, voir Kirishima (homonymie).
Le Sunflower Kirishima (さんふらわあ きりしま, Sanfurawā Kirishima) est un ferry de la compagnie japonaise MOL Sunflower. Construit entre 2017 et 2018 aux chantiers Japan Marine United de Yokohama, il est mis en service en mai 2018 sur les liaisons reliant Ōsaka à Shibushi, au sud de l'île de Kyūshū, tout d'abord pour le compte de la compagnie Ferry Sunflower puis par la suite pour MOL Sunflower qui lui succède en octobre 2023.

## Historique

### Origines et construction
Au milieu de la décennie 2010, la compagnie Ferry Sunflower exploite entre Ōsaka et Shibushi deux navires vieillissants, le Sunflower Satsuma et le Sunflower Kirishima. S'agissant de la liaison la plus longue reliant l'île de Kyūshū, il apparaît de plus en plus nécessaire à la compagnie de remplacer ces deux navires datant de 1993 par des unités neuves et modernes, équipées des derniers standards en matière de confort.
Passée auprès des chantiers Japan Marine United (JMU) de Yokohama, la commande des deux nouveaux navires est officialisée le 16 novembre 2015. Directement conçus sur la base des Sunflower Furano et Sunflower Sapporo, derniers nés de la société sœur MOL Ferry, livrés en 2017, les futures unités présenteront des caractéristiques similaires à leurs aînés sur le plan technique. Malgré des dimensions légèrement inférieures par rapport à ces derniers, ils restent néanmoins bien plus imposants que les anciens Sunflower Satsuma et Sunflower Kirishima. Avec une longueur de 192 mètres de long pour 27 mètres de large, leur arrivée permettra d'augmenter la capacité des remorques d'au moins 16%. Leur appareil propulsif, semblable à celui des jumeaux de MOL Ferry, est constitué d'une hélice CRP entraînée par des moteurs électriques permettant de minimiser l'impact environnemental tout en garantissant un très haut rendement. Mais la caractéristique la plus innovante de ces navires réside au niveau de leurs installations avec une augmentation de 20% du nombre de cabines privatives équipées de sanitaires au détriment des dortoirs collectifs ainsi que la présence de suites avec balcon, absentes des précédentes unités de Ferry Sunflower. La superficie consacrée aux aménagements intérieurs est 2,5 fois plus importante que sur les anciens navires avec un grand espace de restauration, des promenades intérieures, des bains publics ou encore une boutique, le tout desservi par un atrium sur deux étages.
Le premier navire est mis sur cale dans le courant de l'année 2017, suivi du second. Le 31 janvier, Ferry Sunflower annonce que les nouvelles unités récupèreront les patronymes de leurs prédécesseurs, Sunflower Satsuma et Sunflower Kirishima. Lancé le 30 septembre, le Sunflower Kirishima est ensuite achevé durant près d'un an avant d'être livré à Ferry Sunflower à la fin du mois d'août 2018.

### Service
Le Sunflower Kirishima entre en service le 15 septembre 2018 entre Ōsaka et Shibushi où il se substitue à l'ancien Sunflower Kirishima. Il rejoint son sister-ship le Sunflower Satsuma, mis en service au mois de mai.
Quelques mois seulement après sa mise en exploitation, il est constaté que le navire, tout comme son jumeau, souffre de dysfonctionnements récurrents au niveau de son appareil propulsif. En conséquence, le Sunflower Kirishima est temporairement retiré du service le 26 novembre afin que ses défauts soient corrigés. Il reprend par la suite ses traversées le 16 décembre.

## Aménagements
Le Sunflower Kirishima possède 8 ponts numérotés de 2 à 9. Si le navire s'étend en réalité sur dix ponts, deux sont absents au niveau du garage afin de lui permettre de transporter du fret. Les locaux passagers occupent les ponts 6, 7 et 8 tandis que l'équipage loge à l'avant du pont 8, et l'arrière des ponts 6 et 7. Les garages se situent sur les ponts 1, 2, 3, 4 et 5.

### Locaux communs
Les aménagements du Sunflower Kirishima sont principalement situées sur le pont 6. Le navire dispose d'un vaste restaurant de 206 places situé à l'arrière divisé en trois salles. Sur le pont 6 se trouvent également une promenade intérieure et une boutique au niveau de l'atrium ainsi qu'une salle d'arcade et une salle de jeux pour enfants. Sur le pont 7 se trouvent les bains publics (sentō), l'un réservé aux hommes à bâbord, l'autre aux femmes à tribord. Le pont 8 arrière est quant à lui équipé d'une promenade extérieure.

### Cabines
À bord du Sunflower Kirishima, les cabines sont situées principalement sur le pont 7 mais également à l'avant des ponts 6 et 8. Le navire est équipé de dix suites avec balcon pouvant loger trois passagers et de deux suites à quatre, 38 cabines Deluxe à cinq de style occidental et deux de style japonais, dix cabines Deluxe à quatre adaptées aux animaux de compagnie, 32 cabines supérieures à deux places, deux dortoirs à sept et neuf couchettes, 11 dortoirs à 16 couchettes, deux dortoirs à 15 et 14 places, deux de 18 et 14 places et deux dortoirs de style japonais à 14 places.

## Caractéristiques
Le Sunflower Kirishima mesure 192 mètres de long pour 27 mètres de large, son tonnage est de 13 659 UMS (ce qui n'est pas exact, le tonnage des car-ferries japonais étant défini sur des critères différents). Il peut embarquer 709 passagers et possède un spacieux garage pouvant embarquer 140 véhicules et 121 remorques. Le garage est accessible par l'arrière au moyen de deux porte rampe latérales situées à la proue et à la poupe du côté bâbord. La propulsion du Sunflower Kirishima est assurée par deux moteurs diesel Wärtsilä 12V32E développant une puissance de 17 660 kW alimentant deux moteurs électriques entraînant une hélice CRP faisant filer le bâtiment à une vitesse de 23 nœuds. Il est aussi doté de deux propulseurs d'étrave, deux propulseurs arrières ainsi qu'un stabilisateur anti-roulis. Les dispositifs de sécurité sont essentiellement composés de radeaux de sauvetage mais aussi d'une embarcation semi-rigide de secours.

## Lignes desservies
Depuis sa mise en service, le Sunflower Kirishima est principalement affecté à la liaison de nuit entre Ōsaka et Shibushi située dans la préfecture de Kagoshima au sud de l'île de Kyūshū.